# Arjan de Zeeuw
Adrianus Johannes ("Arjan") de Zeeuw (Castricum, 16 april 1970) is een Nederlandse voormalig voetballer. Als verdediger speelde hij voor Telstar, Barnsley, Portsmouth FC, Coventry City en Wigan Athletic, waar hij in 2007 verkozen werd tot speler van de eeuw. In 2008 zette hij een punt achter zijn profcarrière en ging hij verder op amateurbasis in de Hoofdklasse bij ADO '20.

## Biografie
De Zeeuw speelde sinds seizoen 1992/93 voor Telstar, voordat hij in seizoen 1995/96 naar het Engelse Barnsley ging. Onder meer dankzij zijn inbreng wist de club naar de Premier League te promoveren. Ondanks dat de club een seizoen later alweer degradeerde, bleef De Zeeuw een vaste waarde in het team en toen zijn contract eind seizoen 1998/99 afliep nam Wigan Athletic hem over. Hij speelde drie seizoenen bij Wigan, voordat zijn contract ook daar afliep. Hij vertrok naar Portsmouth. Ook daar was hij weer een belangrijke spil in het team, dat promotie naar de Premier League afdwong.
Nadat Teddy Sheringham naar West Ham United was vertrokken, werd De Zeeuw aanvoerder in het seizoen 2004/05. Echter omdat de nieuwe trainer, Alain Perrin hem geen basisplaats voor het seizoen 2005/06 kon beloven, ging Arjan terug naar Wigan Athletic. Na twee seizoenen Wigan stapte De Zeeuw in 2007 over naar Coventry City. In december 2007 werd De Zeeuw in een door de Professional Football Association (PFA) georganiseerde poll uitgeroepen tot Speler van de Eeuw bij Wigan Athletic. In de zomer van 2008 maakte De Zeeuw bekend zijn carrière te gaan afbouwen in de Hoofdklasse bij ADO '20.

## Overzicht
| Seizoen | Club           | Wedstrijden | Doelpunten | Competitie     |
| ------- | -------------- | ----------- | ---------- | -------------- |
| 1992/93 | Telstar        | 30          | 1          | Eerste divisie |
| 1993/94 | Telstar        | 31          | 2          | Eerste divisie |
| 1994/95 | Telstar        | 29          | 1          | Eerste divisie |
| 1995/96 | Telstar        | 12          | 1          | Eerste divisie |
| 1995/96 | Barnsley       | 31          | 1          | First Division |
| 1996/97 | Barnsley       | 43          | 2          | First Division |
| 1997/98 | Barnsley       | 26          | 0          | Premiership    |
| 1998/99 | Barnsley       | 38          | 4          | First Division |
| 1999/00 | Wigan Athletic | 35          | 3          | First Division |
| 2000/01 | Wigan Athletic | 45          | 1          | First Division |
| 2001/02 | Wigan Athletic | 42          | 2          | First Division |
| 2002/03 | Portsmouth     | 38          | 1          | First Division |
| 2003/04 | Portsmouth     | 36          | 1          | Premiership    |
| 2004/05 | Portsmouth     | 32          | 3          | Premiership    |
| 2005/06 | Wigan Athletic | 31          | 0          | Premiership    |
| 2006/07 | Wigan Athletic | 21          | 0          | Premiership    |
| 2007/08 | Coventry City  | 17          | 0          | First Division |
| Totaal  |                | 537         | 23         |                |

## Erelijst
Portsmouth
- Football League First Division

2003

## Privé
- De Zeeuw was getrouwd met Esther Zonneveld. Samen met haar kreeg hij in 1997 zijn eerste dochter.[2] In totaal heeft De Zeeuw vier dochters.
- In 2008 hervatte hij zijn studie geneeskunde aan de Universiteit van Amsterdam.[3]
- Arjan de Zeeuw ging later bij de politie werken en kwam, samen met de eveneens oud-prof Yuri Cornelisse, in actie namens het Nederlandse Politie Voetbalelftal.